# Melinda malaisei
Melinda malaisei este o specie de muște din genul Melinda, familia Calliphoridae, descrisă de Hiromu Kurahashi în anul 1970.
Este endemică în Myanmar. Conform Catalogue of Life specia Melinda malaisei nu are subspecii cunoscute.